# Hans Wilhelm König
Hans Wilhelm König, né le 13 mai 1912 et mort entre 1962 et 1988, était un Schutzstaffel Obersturmführer allemand et un Lagerarzt dans les camps de concentration d'Auschwitz et de Neuengamme.

## Vie et carrière
Après ses études primaires, Hans Wilhelm König commence à étudier la médecine. En 1938, Il effectue un stage de neuf mois en tant qu'assistant médical au centre médical de l'Université de Göttingen. Le 16 juillet 1938, il épouse la Suédoise Dagmar Kalling à Oslo. König devient médecin assistant à Höxter en novembre de l'année suivante et emménage à Godelheim en 1941. Hans Wilhelm König termine son doctorat le 30 mars 1943 en soumettant sa thèse à l'Université de Göttingen.
Il rejoint le parti nazi le 1er septembre 1939, puis la Waffen-SS en juin 1943. À cette époque, il devient Lagerarzt au camp de concentration Auschwitz I ou camp d'extermination Birkenau (Auschwitz II). Il y participe à la sélection pour les chambres à gaz dans les camps de femmes,, teste des drogues sur des prisonniers au nom d'IG Farben et de Bayer, et des armes à électrochocs sur des prisonnières. À l'automne 1944, König succède à Horst Fischer comme superviseur d'Auschwitz III. Il passe par le Camp concentration de Dora-Mittelbau lors de l'évacuation d'Auschwitz et reprend son travail au camp de concentration de Neuengamme.
Sous le pseudonyme d'Ernest Peltz, Hans Wilhelm König s’enfuit à Colnrade, où il reçoit des autorités britanniques un permis d'exercer la médecine. Lorsque des rumeurs sur l'authenticité de Peltz commencent à circuler et qu'une enquête est ouverte, il ferme son cabinet en 1962 et fuit le pays. Ses allées et venues sont inconnues.

## Conduite à Auschwitz
Hermann Langbein rapporte dans People of Auschwitz que Hans Wilhelm König a utilisé son temps à Auschwitz pour faire avancer ses études de médecine. König étudie avec des médecins juifs, qu'il traite cordialement, mais effectue également des procédures dangereuses et invasives pour son propre intérêt. L'un de ces médecins, Ella Lingens-Reiner, décrit que les prisonniers dont la maladie intéressait König recevaient de meilleurs soins jusqu'à ce qu'il s'ennuie de leur état, auquel cas König les assigne à la chambre à gaz.

## Héritage
Hans Wilhelm König est mentionné par son nom dans l'autobiographie frauduleuse Fragments de Binjamin Wilkomirski alors qu'il n'est pas présent à Auschwitz aux dates où Wilkomirski le prétend.